# Inginerie moleculară
Ingineria moleculară este un domeniu de studiu în curs de dezvoltare care se referă la proiectarea și testarea proprietăților moleculare, a comportamentului și a interacțiunilor pentru a asambla materiale, sisteme și procese mai bune pentru funcții specifice. Această abordare, în care proprietățile observabile ale unui sistem macroscopic sunt influențate de alterarea directă a unei structuri moleculare, se încadrează în categoria mai largă a designului „de jos în sus”.

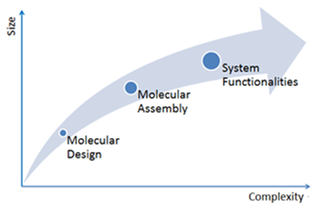
Ingineria moleculară se ocupă de eforturile de dezvoltare a materialelor în tehnologii emergente, care necesită abordări raționale de proiectare moleculară rațională către sisteme de înaltă complexitate.
Ingineria moleculară este extrem de interdisciplinară prin natură, cuprinzând aspecte ale ingineriei chimice, științei materialelor, bioingineriei, ingineriei electrice, fizicii, ingineriei mecanice și chimiei. Există, de asemenea, o suprapunere considerabilă cu nanotehnologia, deoarece ambele se referă la comportamentul materialelor la scara nanometrelor sau mai mici. Având în vedere natura extrem de fundamentală a interacțiunilor moleculare, există o multitudine de zone de aplicare potențiale, limitate poate doar de imaginația și legile fizicii. Cu toate acestea, unele dintre succesele timpurii ale ingineriei moleculare au venit în domeniile imunoterapiei, biologiei sintetice și electronicelor imprimabile (vezi aplicațiile de inginerie moleculară).
Ingineria moleculară este un domeniu dinamic și în evoluție, cu probleme țintă complexe; descoperirile necesită ingineri sofisticați și creativi cu versatilitate interdisciplinară. O metodologie de inginerie rațională care se bazează pe principii moleculare este în contrast cu abordările pe scară largă ale încercărilor și erorilor comune în toate disciplinele inginerești. În loc să se bazeze pe corelații empirice bine descrise, dar slab înțelese între alcătuirea unui sistem și proprietățile acestuia, o abordare de proiectare moleculară încearcă să manipuleze proprietățile sistemului direct folosind o înțelegere a originilor lor chimice și fizice. Acest lucru produce adesea materiale și sisteme fundamental noi, care sunt necesare pentru a răspunde nevoilor deosebite în numeroase domenii, de la energie la asistență medicală la electronică. În plus, odată cu sofisticarea sporită a tehnologiei, abordările de încercare și eroare sunt adesea costisitoare și dificile, deoarece poate fi dificil să se dea seama de toate dependențele relevante dintre variabilele dintr-un sistem complex. Eforturile de inginerie moleculară pot include instrumente de calcul, metode experimentale sau o combinație a ambelor.